# أوكتوباث ترافيلر 2
أوكتوباث ترافيلر 2 هي لعبة فديو تقمص أدوار طورتها شركتي سكوير إنكس وأكواير، ونشرتها سكوير إنكس. وهي تكملة للعبة أوكتوباث ترافيلر (2018) وثالث إصدار في السلسلة من بعد لعبة الهاتف المحمول "أكتوباث ترافيلر: شامبينز أوف ذا كونتينت (2020)". أصدرت اللعبة في 24 فبراير 2023، على أجهزة النينتندو والبلايستيشن 4 وبلايستيشن 5 وعلى مايكروسوفت ويندوز، وتعتبر أول إصدار متاح على أجهزة البلايستيشن من السلسلة.

## طريقة اللعب
تشبه طريقة لعب أوكتوباث ترافلير 2 طريقة النسخة الأولى من السلسلة بشكل كبير، إذ يتنقل اللاعب بين 8 شخصيات مختلفة لكل منها أهدافها الخاصة وطريقها المحدد أثناء سفرها في عالم اللعبة. يقضي اللاعب وقته في التفاعل مع الشخصيات غير قابلة للعب بهدف الحصول على الجوائز أو الدعم في المعارك. وتمت إضافة خاصية جديدة وهي خاصية وقت النهار ووقت الليل، إذ ستختلف مهام اللعبة بحسب الوقت. على سبيل المثال، يمكن للاعب جعل شخصية "هيكاري" تتبارز في وقت النهار لاكتساب مهارات قتال جديدة، ولكن في وقت الليل تتوفر خيارات إضافية مثل رشوة شخصيات اللعبة الاخرى بالمال بغرض الحصول على معلومات أو أمتعة.
احتفظت اللعبة بنظام المعركة المبني على الأدوار، ويتضمن ذلك الإبقاء على نظام "الضعف" و "التزود بالطاقة". لكل عدو نقاط ضعف مختلفة تتفاوت بحسب العناصر والأسلحة، يظهر مؤشر على الشاشة حال اكتشاف نقطة الضعف العدو، وبعد الهجوم المستمر عليه ستنهار قوى العدو لفترة محدودة ويدخل في نظام "الضعف". كما يتم تجميع نقاط "تزود بالطاقة" عند كل دور، ويمكن استخدام هذه النقاط لاحقًا لاكتساب هجمات جديدة. كما تمت إضافة خاصية "القوى الكامنة" التي تكسب اللاعب قوى مميزة بحسب الشخصية التي يلعب بها وقت تلقي الضرر أو وقت إضعاف العدو.

## القصة
على الرغم من حفاظ اللعبة على نمط قصة الجزء الأول، إلا أن الشخصيات الثمان (المسافرين) والعالم في الجزء الثاني من اللعبة يختلف عن الجزء الأول. إذ تدور أحداث القصة حول عالم سوليستيا المتسم بالحداثة مقارنة ببيئة اللعبة الأولى التي اتسمت بطابع العصور الوسطى. فيبدوالعالم في الجزء الثاني من اللعبة وكأنه من القرن التاسع عشر أو العشرين. على سبيل المثال، يوجد قطار يعمل بطاقة البخار في عالم اللعبة. تدور أحداث اللعبة حول ثمانية شخصيات وهم أجنيا بريستارني، وهي راقصة تود أن تتبع خطى والدتها لتصبح نجمة، وبارتيتو يلويني، وهو تاجر يسعى لإنهاء فقره، وهيكاري كو، وهو أمير محارب يسعى لاستعادة عرش مملكته لينشر السلام فيها، وأوسفلاد فانستين، وهو عالم هرب من السجن لينتقم من الرجل الذي اتهمه زورا بقتل عائلته، وثرون انجوس، وهي لصة تسعى للهروب من نقابة قتله عبر الحصول على عدة مفاتيح من رؤساء النقابة، وتيمونيس ميسترال، وهو راهب يهدف لحل لغز مقتل رئيس الأساقفة، وكاستي فلورنز، وهي صيدلية تعاني من فقدان الذاكرة وتسعى لاستعادة ذكرياتها المفقودة، وأخيرًا أوشيت، وهو صياد يغامر للإمساك بثلاث وحوش أسطورية سعيًا لإيقاف مصير مشؤوم. لكل من هذه الشخصيات 4 أو 5 فصول خاصة فيها، بالإضافة إلى فصلين تلتقي فيها الشخصيات، وتم إضافة خاصية جديدة تُمكن تعاون مسافرين لتحقيق هدفهم.
وفي سياق قصة كل شخصية، يتعرف اللاعب على منظمة غامضة تدعى بـ"مونشيد أوردر" تعبد آلهه الظلام "فايد ذا ويكيد"، تهدف المنظمة إلى تطبيق تعاليم فايد عبر جلب ليل أبدي لعالم اللعبة. عند الإنتهاء من فصول جميع الشخصيات، تتاح خاتمة يظهر فيها نجاح المنظمة في جلب الظلام وجلب فايد إلى العالم، إلا أنه سرعان ما يُهزم على أيادي الشخصيات المسافرة. كما يمكن للاعب قتال "جلادفيرا ذا فولين" وهو العدو الرئيسي في الجزء الأول من اللعبة.

## تطوير اللعبة
أعلن عن اللعبة لأول مرة في أحد عروض نينتيندو دايركت في 13 سيبتمبر 2022م، وعُرض اللعب الحي لها في معرض ألعاب طوكيو بعد ذلك بعدة أيام. اُستخدم في اللعبة أنماط رسوم فن البكسل الثنائي الأبعاد لتكون شبيهة بالألعاب من حقبة الجيل الرابع، كما تم استخدام رسوم ثلاثية الأبعاد للخلفيات. وصلت نسبة استكمال تطوير اللعبة 90% وقت الإعلان عنها، وتم إطلاقها في 24 فبراير 2023م لأجهزة النينتندو سويتش، والبلاي ستيشن 4 والبلاي ستيشن 5 ومنصات ويندوز. وتم تقديم إصدار محدود للعبة مع تماثيل الشخصيات الثمانية الرئيسية مع كتاب رسومات فني. كما تم إضافة نسخة تجريبية للعبة قبل اطلاقها على منصات النينتدو سويتش، والبلاي ستيشن.

## الاستقبال الجماهيري
| استقبال |                                                                  |
| --- | ---------------------------------------------------------------- |
| مجموع النقاط المجموع نقاط ميتاكريتيك نينتندو سويتش (85/100) [ 17 ] الكومبيوتر (83/100) [ 18 ] بلاي ستيشن 5 (86/100) [ 19 ] نتائج المراجعة نشرة نقاط فاميتسو 40/36 [ 20 ] آي جي إن 10/7 [ 21 ] شاك نيوز 10/8 [ 22 ] |                                                                  |
| مجموع النقاط |                                                                  |
| المجموع | نقاط                                                             |
| ميتاكريتيك | نينتندو سويتش (85/100) الكومبيوتر (83/100) بلاي ستيشن 5 (86/100) |
| نتائج المراجعة |                                                                  |
| نشرة | نقاط                                                             |
| فاميتسو | 40/36                                                            |
| آي جي إن | 10/7                                                             |
| شاك نيوز | 10/8                                                             |

حصلت اللعبة بشكل عام على مراجعات جيدة حسب مجموع نقاط ميتاكريتيك. 
ذكر موقع بوليغون أن العناصر البصرية للعبة كانت ممتعة إلا أن قصة الشخصيات لاتظهر في المشهد العام للقصة على الرغم من انخراط شخصيات ونقاط قواهم في المعارك.
بعض المراجعات كانت إيجابية، إذ ذكر موقع آر بي جي فان بأن اللعبة ممتازة وبأنها تفوقت على نسختها السابقة، إذ أنها حسنت العناصر الجيدة في نسختها السابقة وأضافت لها عناصر جديدة شيقة في النسخة الجديدة. 

## المبيعات
حصلت لعبة أكتوباث ترافلر 2 على ثاني أكبر مبيعات في اليابان على جهاز النينتندو سويتش، أذ بيعت 53,995 نسخ مادية من اللعبة، وعلى ثامن أكبر مبيعات على جهاز البلاي ستيشن 5 في نفس الاسبوع إذ بيعت 14,422 نسخة مادية منها، وبيعت 7،269 نسخة مادية على البلاي ستيشن 4 مما جعلها بالمرتبة الحادي عشرة لأكثر الألعاب مبيعًا على الجهاز.